# Dongkal
Dongkal is een bestuurslaag in het regentschap Karawang van de provincie West-Java, Indonesië. Dongkal telt 3891 inwoners (volkstelling 2010).